# Jorge Morelli
Jorge Eduardo Morelli Salgado (San Isidro, 21 de abril de 1950 - Miraflores, 24 de febrero del 2023) fue un antropólogo, abogado, periodista, docente universitario, columnista y analista político peruano.

## Biografía
Jorge Morelli nació en el distrito de San Isidro, ubicado en la ciudad de Lima en el Perú, el 21 de abril de 1950. Fue hijo del escritor Jorge Morelli Pando y de María Luisa Salgado. Fue también sobrino del diplomático Augusto Morelli Pando.
Estudió en la Pontificia Universidad Católica del Perú en la Facultad de Letras, desde el año 1966 hasta el año 1967. Luego estudió también en la PUCP la carrera de Derecho desde 1969 hasta 1970 y la carrera de Antropología desde 1971 hasta 1977, graduándose como bachiller. Viajó a Canadá en 1989 y estudió en el Centro de Investigación para el Desarrollo Internacional hasta 1990.
Desde 1977 hasta 1982, ejerció la docencia en la Pontificia Universidad Católica del Perú y en la Universidad del Pacífico desde 1987 hasta 1988. Fue también secretario ejecutivo del Instituto de Estudios “Alberto Ulloa” de 1984 a 1989.
Estuvo comprometido con Lilian Ferreyros Küppers, hermana del exministro Eduardo Ferreyros Küppers.

## Trayectoria periodística
Como periodista, Jorge Morelli se inició cuando, junto con Jaime de Althaus, realizaron investigaciones durante el gobierno militar de Juan Velasco Alvarado.
Luego Morelli se integra al Diario Expreso y junto con Manuel D'Ornellas y Jaime de Althaus laboraron como columnistas en temas políticos y económicos. Desde agosto de 1990 hasta septiembre de 1998, Morelli se desempeñó como subdirector y editor general del diario periodístico.
En marzo de 1999, Jorge Morelli ingresa a Cable Canal de Noticias, señal de televisión fundado por Eduardo Calmell del Solar y Manuel Ulloa Van-Peborgh, principales accionistas del Diario Expreso. Durante su conducción en el programa, Morelli se caracterizó por su simpatía al gobierno de Alberto Fujimori y por sus fuertes críticas a los miembros de la oposición del régimen, así también como su postura contraria a la Marcha de los Cuatro Suyos encabezada por Alejandro Toledo en el año 2000. Según en una reunión en el Servicio de Inteligencia Nacional registrado en un Vladivideo en 1999, Eduardo Calmell del Solar le manifiesta a Vladimiro Montesinos que Morelli es «absolutamente fujimorista».
Morelli permaneció en CCN hasta enero del año 2001. Esto se debió ante el destape nacional de los Vladivideo, en donde uno de los videos registra a Vladimiro Montesinos comprando la línea editorial de Cable Canal de Noticias para favorecer al gobierno de Alberto Fujimori.
En abril del 2002, Jorge Morelli ingresa a Austral Televisión y nuevamente ejerce como conductor periodístico hasta diciembre del 2004. Al año siguiente, condujo en Radio Miraflores.
Desde el 2014 Morelli fue uno de los fundadores de la plataforma web de El Montonero, junto con el periodista Víctor Andrés Ponce, y se desempeñó como columnista hasta su fallecimiento.

## Participación en la política
Jorge Morelli incursiona en el ámbito político cuando en el año 1980, se inscribe como miembro de Acción Popular, partido político fundado por el expresidente Fernando Belaúnde Terry. En el partido integró la base partidaria desde 1980 hasta 1992, año en el que renunció tras su posición a favor del autogolpe de estado del régimen fujimorista.
Desde 1980 hasta 1983, laboró como asesor y secretario de la presidencia del Consejo de Ministros del Perú, durante las gestiones de Manuel Ulloa Elías y de Fernando Schwalb.
Tras simpatizar con el gobierno de Alberto Fujimori, Jorge Morelli se afilia al partido Nueva Mayoría y luego decide postular sin éxito al Congreso de la República en las elecciones del año 2006 por Alianza por el Futuro, coalición de partidos fujimoristas liderados por Martha Chávez como candidata presidencial. Posteriormente laboró en el Congreso como asesor de la bancada fujimorista  y luego en 2016 como asesor del entonces congresista Kenji Fujimori.
Desde el año 2014, Morelli se mantenía como militante de Fuerza Popular, partido político fundado por Keiko Fujimori, y se desempeñó como secretario de prensa desde ese mismo año hasta el 2017.
En el año 2022, Jorge Morelli reapareció como crítico opositor al gobierno del presidente Pedro Castillo.

## Fallecimiento
El 24 de febrero del 2023, Jorge Morelli falleció a los 72 años tras padecer de un cáncer. Sus restos fueron luego velados en la Parroquia Virgen de Fátima, ubicada en el distrito de Miraflores.